# Anerkennungsplakette für ausgezeichnete Leistungen im technischen Dienst der Luftwaffe
Die Anerkennungsplakette für ausgezeichnete Leistungen im technischen Dienst der Luftwaffe war eine staatliche Auszeichnung des Oberbefehlshabers der Luftwaffe Hermann Göring, welche er per Sondererlass am 30. Juni 1941 stiftete. Verleihungsvoraussetzungen waren ausgezeichnete Leistungen sowie ein mindestens einjähriger Einsatz als fliegertechnisches oder kraftfahrtechnisches Personal. Ab September 1944 ferner auch als Belohnung an Luftwaffengefolgschaftsmitglieder im Bereich des Generalluftzeugmeisters. Verliehen wurde die Plakette ab 1943 durch die Dienststelle General der Fliegerausbildung. 
Die aus Zink bestehende und versilberte Medaille mit einem Durchmesser von 75 mm zeigt auf ihrem Avers mittig das links blickende Bildnis Görings sowie die Umschrift: DER OBERBEFEHLSHABER DER LUFTWAFFE oben und REICHSMARSCHALL GÖRING unten. Das Revers der Medaille zeigt hingen mittig das Hoheitsabzeichen der Luftwaffe sowie die Umschrift: FÜR AUSGEZEICHNETE LEISTUNGEN oben und IM TECHNISCHEN DIENST DER LUFTWAFFE. Überreicht wurde die Medaille dem Beliehenen in einem schwarzen oder dunkelblauen Etui nebst dazugehöriger Verleihungsurkunden im Format DIN A5.